# Baldratia marikovskiji
Baldratia marikovskiji är en tvåvingeart som beskrevs av Möhn 1969. Baldratia marikovskiji ingår i släktet Baldratia och familjen gallmyggor.
Artens utbredningsområde är Turkmenistan. Inga underarter finns listade i Catalogue of Life.